# アドルフ・フルヴィッツ

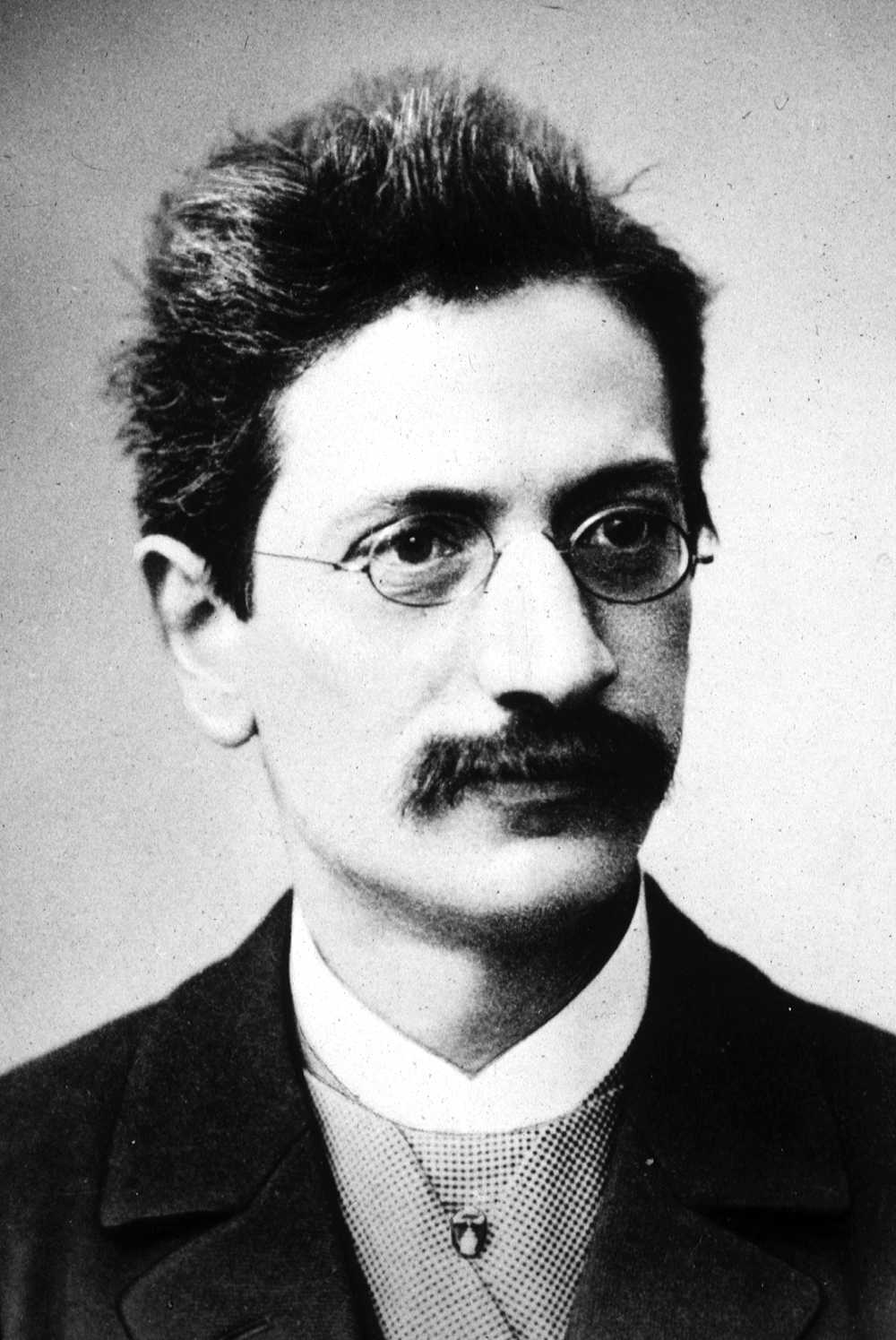
アドルフ・フルヴィッツ（1880年から1890年頃）

アドルフ・フルヴィッツ（Adolf Hurwitz, 1859年3月26日 - 1919年11月18日）は、ドイツのユダヤ人数学者。整数論、代数学、代数幾何学で業績がある。

## 人物
はじめミュンヘン大学でクライン、次にベルリン大学でクンマー、ワイエルシュトラス、クロネッカー等の当時を代表する数学者たちの講義に出席しドイツ数学を学んだ。
クラインに師事するために、一度ミュンヘン大学に戻り、クラインがライプツィヒ大学に異動するのに伴いライプツィヒへ、そこでクラインの指導のもと楕円モジュラー関数に関する論文で博士号を取得。
ゲッティンゲン大学を経てリンデマン（円周率{\displaystyle \pi }が超越数となることの証明で著名）に誘われケーニヒスベルク大学へ。
ケーニヒスベルク大学時代にダフィット・ヒルベルトとヘルマン・ミンコフスキーを育てたことも有名。その後スイス連邦工科大学チューリヒ校の教授。
業績として、リーマン面に関する基礎的な貢献、代数曲線の種数に関するリーマン・フルヴィッツの公式。フルヴィッツのゼータ関数の発見。虚数乗法を持つ楕円モジュラー関数において非常に重要な数であるフルヴィッツ数の構成など。
楕円モジュラー関数と虚数乗法論における貢献が大きい。

## 略歴
- 1859年 - ドイツのヒルデスハイムに生まれる
- 1881年 - ライプツィヒ大学でクラインのもと博士号を取得
- 1882年 - ゲッティンゲン大学で教授資格を取得後、私講師となる
- 1884年 - ケーニヒスベルク大学特別教授に就任
- 1892年 - スイス連邦工科大学チューリヒ校教授に就任
- 1919年 - スイスのチューリヒに没

## 主な著作
- Hurwitz, A. and Courant, R. (1922): Vorlesungen über allgemeine Funktionentheorie und elliptische Funktionen, Die Grundlehren der mathematischen Wissenschaften in Einzeldarstellungen mit besonderer Berücksichtigung der Anwendungsgebiete, Band 3, Verlag von Julius Springer, Berlin（第2部のみの部分邦訳: 足立恒雄, 小松啓一 (2007): 楕円関数論, シュプリンガージャパン, ISBN 9784431712428）